# Sängerkreis Ottobrunn
Der Sängerkreis Ottobrunn ist ein bayerischer Männerchor aus Ottobrunn im Landkreis München.

## Geschichte
Der Chor wurde am 10. Dezember 1919 gegründet und trat bei offiziellen Gemeindeveranstaltungen und kirchlichen Feiern auf. Mit dem Ausbruch des Zweiten Weltkriegs ruhte wegen des Versammlungsverbots die Chorarbeit, bis 1949 die Militärregierung das "Singen im Verein" wieder erlaubte. Sofort wurde dann die Arbeit des Chores fortgesetzt und auch wieder Konzerte organisiert.
Bis 1958 führte Arthur Schladitz den Männerchor, bis 1964 Toni Bräuer und danach bis 1981 Ferdinand Staudinger. Nach mehreren Aushilfschorleitern übernahm 1983 der junge Kirchenmusiker Thomas Schmid den Chor, den er bis heute  führt. Der Sängerkreis baute seine Konzerttätigkeit und Konzertreisen im In- und Ausland aus und pflegt Chorfreundschaften u. a. in Österreich und Italien.
Mit seiner 1989 produzierten Schallplatte „Mit Musik geht alles besser“ und den dann folgenden Auftritten im Bayerischen Rundfunk wurde der Männerchor einem breiten Publikum bekannt. Thomas Schmid gelang es, die Genehmigung des Verlages für die Bearbeitung von Udo Jürgens’ Schlager „Griechischer Wein“ zu erhalten, der seitdem unter dem Titel „Bayrisches Bier“ einer der beliebtesten Hits des Ottobrunner Sängerkreises ist.
Der Chor engagiert sich auch im sozialen Bereich mit Benefizkonzerten für den „Ottobrunner Tisch“, für die „Münchner Tafel“ oder spendet einen Teil seiner Einnahmen. Aufgrund seines vielfältigen Engagements und seiner Verdienste um die Pflege der Chormusik und der Förderung des kulturellen Lebens wurde der Sängerkreis Ottobrunn zu seinem 100-jährigen Bestehen von Bundespräsident Frank-Walter Steinmeier mit der Zelter-Plakette ausgezeichnet.

## Auszeichnungen
- Zelter-Plakette, 2019

## Ehrenmitglieder
- Josef Reiter (†), Fritz Straßner (†), Peter Pommer (†), Günther „Lupo“ Müller (†), Erich Friedl (†), Max Schloßer (†), Thomas Schmid.

## Diskographie
- Mit Musik geht alles besser
- Mitwirkung bei der Musikgruppe „Zwoastoa“ für deren CD Woidrand